# Dynamo Moskva
Dynamo Moskva är en sportklubb från Moskva i Ryssland, som startades 1923 och bland annat bedriver sporterna bandy, fotboll, volleyboll och ishockey. Klubben vann 2006 det Europeiska klubbmästerskapet i ishockey. Som alla andra Dynamoklubbar i det forna Sovjetunionen har den sitt ursprung som en av KGBs:s klubbar.